# UCI ProTour
L'UCI ProTour era una competició ciclista creada per la Unió Ciclista Internacional. Constava d'una sèrie de curses ciclistes i d'un cert nombre d'equips ProTour, cadascun dels quals estava obligat a participar en cada ronda de la competició. El sistema es va començar a aplicar a partir del 2005 i en molts aspectes és el substitut de la Copa del Món UCI, l'última edició de la qual va ser el 2004.
A partir del 2008, a causa d'una disputa amb els organitzadors de les grans voltes del ciclisme, l'UCI ProTour va perdre curses com ara el Giro d'Itàlia, el Tour de França o la Volta a Espanya. En canvi, va començar un procés d'expansió fora de les fronteres d'Europa que el van dur a incloure el Tour Down Under, una cursa australiana. El 2009, les Grans Voltes i l'UCI van arribar a un acord per refundar l'UCI ProTour, i van crear una nova competició, anomenada Calendari mundial UCI (actual UCI World Tour). El ProTour va mantenir-se fins al 2010, però simplement com un calendari de les proves organitzades per l'UCI.

## Història
Ja des del 1948 que existien competicions ciclistes per temporades, que van continuar existint fins a finals dels anys 80, quan l'UCI va introduir la Copa del Món UCI, que va durar fins al 2004.
En substituir la Copa del Món, el ProTour seguia el model de la Fórmula 1, i havia d'afrontar diversos problemes com que les grans voltes del ciclisme no formaven part de la Copa del Món UCI; els diferents ciclistes i els diferents equips tenien objectius diversos, fent que les comparacions directes fossin difícils; els patrocinis tendien a durar molt pocs anys; molts equips tenien dificultats per pagar els seus ciclistes i empleats i altres havien estat implicats en casos de dopatge
L'UCI va pressionar els organitzadors de les grans voltes perquè participessin en el ProTour, i va aconseguir llur consentiment malgrat alguns desacords anteriors i amenaces de retirar-se completament del ProTour. El ProTour va ser criticat per no tenir un sistema d'ascensos i descensos en categories, de/a les categories dels Circuits Continentals UCI.
| Any  | Equips | Curses | Vegeu També                |
| ---- | ------ | ------ | -------------------------- |
| 2005 | 20     | 28     |                            |
| 2006 | 20     | 27     |                            |
| 2007 | 20     | 26     |                            |
| 2008 | 18     | 15     |                            |
| 2009 | 18     | 14     | Calendari mundial UCI 2009 |
| 2010 | 18     | 16     | Calendari mundial UCI 2010 |

## Llista d'equips UCI ProTour
| Codi | Equip                              | País          | Anys a l'UCI ProTour |
| ---- | ---------------------------------- | ------------- | -------------------- |
| ALM  | AG2R-La Mondiale                   | França        | 2006-2008            |
| AST  | Team Astana                        | Luxemburg     | 2007-2008            |
| BTL  | Bouygues Telecom                   | França        | 2005-2008            |
| COF  | Cofidis                            | França        | 2005-2008            |
| C.A  | Crédit Agricole                    | França        | 2005-2008            |
| CSC  | Team CSC                           | Dinamarca     | 2005-2008            |
| DSC  | Discovery Channel Pro Cycling Team | Estats Units  | 2005-2007            |
| DOM  | Domina Vacanze-De Nardi            | Itàlia        | 2005                 |
| EUS  | Euskaltel-Euskadi                  | Espanya       | 2005-2008            |
| FAS  | Fassa Bortolo                      | Itàlia        | 2005                 |
| FDJ  | Française des Jeux                 | França        | 2005-2008            |
| GCE  | Caisse d'Epargne                   | Espanya       | 2005-2008            |
| GST  | Gerolsteiner                       | Alemanya      | 2005-2008            |
| LAM  | Lampre                             | Itàlia        | 2005-2008            |
| LIQ  | Liquigas                           | Itàlia        | 2005-2008            |
| LSW  | Liberty Seguros-Würth Team         | Espanya       | 2005-2006            |
| MRM  | Milram                             | Alemanya      | 2006-2008            |
| PHO  | Phonak Hearing Systems             | Suïssa        | 2005-2006            |
| QST  | Quick Step                         | Bèlgica       | 2005-2008            |
| RAB  | Rabobank                           | Països Baixos | 2005-2008            |
| SDV  | Saunier Duval-Scott                | Espanya       | 2005-2008            |
| SIL  | Silence-Lotto                      | Bèlgica       | 2005-2008            |
| THR  | Team High Road                     | Estats Units  | 2005-2008            |
| THR  | Unibet.com                         | Suècia        | 2007                 |

## Curses
| Cursa                                 | Categoria | País          | Anys de ProTour |
| ------------------------------------- | --------- | ------------- | --------------- |
| Tour Down Under                       | 3         | Austràlia     | 2008-2010       |
| París-Niça                            | 3         | França        | 2005-2007       |
| Tirrena-Adriàtica                     | 3         | Itàlia        | 2005-2007       |
| Milà-Sanremo                          | 3         | Itàlia        | 2005-2007       |
| Tour de Flandes                       | 3         | Bèlgica       | 2005-2010       |
| Volta al País Basc                    | 3         | País Basc     | 2005-2010       |
| Gant-Wevelgem                         | 4         | Bèlgica       | 2005-2010       |
| París-Roubaix                         | 3         | França        | 2005-2007       |
| Amstel Gold Race                      | 4         | Països Baixos | 2005-2010       |
| Fletxa Valona                         | 4         | Bèlgica       | 2005-2007       |
| Lieja-Bastogne-Lieja                  | 3         | Bèlgica       | 2005-2007       |
| Tour de Romandia                      | 3         | Suïssa        | 2005-2010       |
| Volta a Catalunya                     | 3         | Catalunya     | 2005-2010       |
| Giro d'Itàlia                         | 2         | Itàlia        | 2005-2007       |
| Critèrium del Dauphiné Libéré         | 3         | França        | 2005-2010       |
| Volta a Suïssa                        | 3         | Suïssa        | 2005-2010       |
| Contrarellotge per equips d'Eindhoven | 3         | Països Baixos | 2005-2007       |
| Tour de França                        | 1         | França        | 2005-2007       |
| Vattenfall Cyclassics                 | 4         | Alemanya      | 2005-2010       |
| Eneco Tour                            | 3         | Benelux       | 2005-2010       |
| Clàssica de Sant Sebastià             | 4         | País Basc     | 2005-2010       |
| Gran Premi Ciclista de Quebec         | 4         | Canadà        | 2010            |
| Gran Premi Ciclista de Mont-real      | 4         | Canadà        | 2010            |
| Volta a Alemanya                      | 3         | Alemanya      | 2005-2008       |
| Volta a Espanya                       | 2         | Espanya       | 2005-2007       |
| GP Ouest France-Plouay                | 4         | França        | 2005-2010       |
| Volta a Polònia                       | 3         | Polònia       | 2005-2010       |
| Campionat del Món en ruta             | 4         | Variable      | 2005            |
| Campionat de Zuric                    | 4         | Suïssa        | 2005-2006       |
| París-Tours                           | 4         | França        | 2005-2007       |
| Volta a Llombardia                    | 3         | Itàlia        | 2005-2007       |

## Puntuació

### Classificació Individual
- Categoria 1: Tour de França
- Categoria 2: Giro d'Itàlia - Volta a Espanya
- Categoria 3: Monuments del ciclisme - Voltes menors
- Categoria 4: Clàssiques menors

| Classificació | Cat. 1 | Cat. 2 | Cat. 3 | Cat. 4 |
| ------------- | ------ | ------ | ------ | ------ |
| 1r            | 100    | 85     | 50     | 40     |
| 2n            | 75     | 65     | 40     | 30     |
| 3r            | 60     | 50     | 35     | 25     |
| 4t            | 55     | 45     | 30     | 20     |
| 5è            | 50     | 40     | 25     | 15     |
| 6è            | 45     | 35     | 20     | 11     |
| 7è            | 40     | 30     | 15     | 7      |
| 8è            | 35     | 26     | 10     | 5      |
| 9è            | 30     | 22     | 5      | 3      |
| 10è           | 25     | 19     | 1      | 1      |
| 11è           | 20     | 16     | -      | -      |
| 12è           | 15     | 13     | -      | -      |
| 13è           | 12     | 11     | -      | -      |
| 14è           | 9      | 9      | -      | -      |
| 15è           | 7      | 7      | -      | -      |
| 16è           | 5      | 5      | -      | -      |
| 17è           | 4      | 4      | -      | -      |
| 18è           | 3      | 3      | -      | -      |
| 19è           | 2      | 2      | -      | -      |
| 20è           | 1      | 1      | -      | -      |

- En les voltes per etapes, els punts per la classificació d'etapa s'atorgaven d'aquesta manera:

| Classificació | Cat. 1 | Cat. 2 | Cat. 3 |
| ------------- | ------ | ------ | ------ |
| 1r            | 10     | 8      | 3      |
| 2n            | 5      | 4      | 2      |
| 3r            | 3      | 2      | 1      |

- Els punts guanyats durant les curses per etapes eren atorgats l'últim dia de la cursa
- Les contrarellotges per equips no atorgaven punts individuals.
- Els punts aconseguits per corredors que no eren de l'UCI ProTour no s'atorgaven.
- El líder de la classificació del ProTour portava un mallot blanc per identificar-lo.

### Classificació per equips
Al final de cada cursa, es repartien els punts segons la classificació per equips. El 1r rebia 20 punts, el 2n 19, el 3r 18, i així en ordre descendent fins a arribar al 20è, que en rebia un. Els punts rebuts per equips que no són del ProTour no eren atorgats.

### Classificació per països
S'obtenia de sumar els punts dels cinc millors ciclistes de cada país en la classificació individual del ProTour.

## Guanyadors del ProTour
| Any  | Classificació individual                            | Classificació per equips | Classificació per països |
| ---- | --------------------------------------------------- | ------------------------ | ------------------------ |
| 2005 | Danilo Di Luca · Liquigas-Bianchi                   | Team CSC                 | Itàlia                   |
| 2006 | Alejandro Valverde · Caisse d'Epargne-Illes Balears | Team CSC                 | Espanya                  |
| 2007 | Cadel Evans · Predictor-Lotto                       | Team CSC                 | Espanya                  |
| 2008 | Alejandro Valverde · Caisse d'Epargne               | Caisse d'Epargne         | Espanya                  |